# بافلو فيرسكي
بافلو بافلوفيتش فيرسكي (بالأوكرانية: Павло Павлович Вірський)‏ (مواليد 1905– وفيات 1975) كان فيرسكي راقص، وأستاذ باليه، ومصمم رقص، ومؤسس فرقة الرقص الشعبي الوطنية الأوكرانية، وهو سوفيتي أوكراني.

## أيامه الأولى
وُلِدَ بافلو فيرسكي في 25 فبراير 1905 في أوديسا، الإمبراطورية الروسية. واصل دراسته في موسكو بعد تخرجه من مدرسة أوديسا للموسيقى والدراما في عام 1927، درس في مسرح تيخنيكوم من 1927 إلى 1928. بدءًا من عام 1925، بدأ بتنظيم مسارح الدولة في جميع أنحاء الجمهورية الأوكرانية السوفيتية، مما أتاح بتوظيف الفنانين بأجرٍ مربح. عند عودة بافلو إلى أوديسا في عام 1928، انضم فيرسكي إلى مسرح أوديسا للأوبرا والباليه كراقص ومصمم رقصات. في هذا المسرح، تعاون بافلو مع ميكولا بولوتوف في أول إنتاج مشترك لهما: «الخشخاش الأحمر». غادر فيرسكي أوديسا في عام 1931، وعمل كرئيس باليه في مسارح مختلفة، بما في ذلك تلك الموجودة في خاركيف، ودنيبروبتروفسك، وكييف، وعمل على إنتاج الباليه مثل ريموندا، ولا إسميرالدا، ولو كورسير، وبحيرة البجع، ودون كيشوت.

## الرقص الشعبي

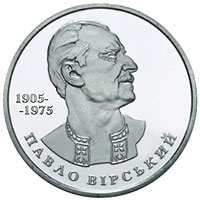
عملة اليوبيل مخصصة للذكرى السنوية المائة لبافلو فيرسكي.

جلبت دار الأوبرا والباليه في كييف إنتاجين إلى موسكو في عام 1936 كجزء من المهرجان الأول للأدب والفن الأوكراني: أوبرا لِميكولا ليسينكو ناتالكا بولتافكا، وأوبرا من تأليف سيمين هولاك–أرتيموفسكي تُدعى زابوروزهيتس دونايم، تضمنت أوبرا رقصات فولكلورية أوكرانية مصممة خصيصًا لبافلو فيرسكي وميكولا بولوتوف، وفي العام التالي، أسس فيرسكي وبولوتوف فرقة الرقص الشعبي في جمهورية أوكرانيا الاشتراكية السوفيتية، التي وضعا فيها برنامجاً كاملاً للرقصات الشعبية الأوكرانية. في فترة تعزيز الحرب الوطنية العظمى ومع اندلاع الحرب العالمية الثانية، علّقت العديد من الفرق نشاطها، إذ جُنِّد فناني الترفيه في القوات. ابتداءً من عام 1939، واصل فيرسكي عمله مع الرقصات الشعبية كمدير لفرقة الراية الحمراء والرقص في المنطقة العسكرية في كييف، إلا أنه غادر الفرقة في عام 1942، وأصبح المدير الفني لراقصي فرقة الرقص العسكري في الجيش الأحمر، وبقي في هذا المنصب لسنوات عديدة.
عاد فيرسكي إلى كييف لقيادة فرقة الرقص الشعبي الحكومية التابعة لمجلس الأمن الاشتراكي الأوكراني التي أسسها في عام 1955، كان قد أُعيد تشكيلها من قبل الآخرين بعد انتهاء الحرب. وعلى مدى السنوات 20 المقبلة (حتى وفاته في عام 1975) طور بافلو فيرسكي مفاهيم الرقص على المسرح الشعبي الأوكراني أبعد مما كان متخيلاً. أسس فيرسكي مدرسة لتدريب الراقصين على التقنية التي طورها، كما قام بجولة العالم مع راقصيه، مؤثراً على الراقصين الأوكرانيين في جميع أنحاء العالم.
تُوفي فيرسكي في 5 يوليو 1975 في كييف. وسُميَت فرقة الرقص الشعبي الحكومية الأوكرانية باسمه في عام 1977.

## وصلات خارجية
- المادة الأسبوعية الأوكرانية.
- الموقع الرسمي لفرقة الرقص الشعبي الأوكرانية الوطنية التي سميت على اسم بافلو فيرسكي.